# Hisako Matsubara
Hisako Matsubara (松原 久子 Matsubara hisako?,  21 de mayo de 1935, Kioto) es una novelista japonesa, que ha escrito su obra en alemán. Hija de un sacerdote sintoísta, su novela más conocida en lengua española es  Samurái, en la cual, narrando una historia de amor frustrado, expone la fragilidad de la sociedad nipona posterior a la guerra civil de 1868, tras la cual debe abrirse a las potencias occidentales, y en particular a EE. UU.

## Biografía
Nació y creció en Kioto, y es hija de un sacerdote Shinto. Estudió literatura y religiones comparadas en la International Christian University de Kyoto y se graduó en Arte del Teatro en EE. UU. Más tarde, ya casada con un físico alemán, se instaló en Colonia, donde obtuvo el doctorado en Historia del Pensamiento. Cinco años después de su llegada a Alemania, escribía ya en perfecto alemán una columna semanal en el periódico "Die Zeit" y , sucesivamente, tres novelas y cinco libros de ensayo.